# Artikel 9 van de Japanse Grondwet
Artikel 9 van de Japanse Grondwet is een bepaling in de Japanse Grondwet die oorlogvoering door de staat afwijst, naar aanleiding van Japans rol in de Tweede Wereldoorlog. De grondwet werd van kracht op 3 mei 1947. In de tekst van het artikel doet Japan formeel afstand van het soeverein recht tot oorlogvoering en verbiedt het het beslechten van internationale conflicten door middel van geweld. Het artikel dicteert ook dat er in Japan geen gewapende machten met capaciteit voor oorlogvoering mogen bestaan. Ondanks deze bepaling bestaan wel de Japanse Zelfverdedigingstroepen (JSDF), een de facto leger dat wordt ingezet bij vredesoperaties.

## Aanleiding
De pacifistische bepaling werd tijdens de bezetting van Japan ingevoerd. Het uitbreken van de Tweede Wereldoorlog werd door de Volkenbond als een groot eigen falen gezien en leidde tot de observatie dat het onmogelijk maken van oorlog niet mogelijk was zonder dat landen hun krijgsmachten vrijwillig inperkten.
De oorsprong van het artikel wordt betwist. Douglas MacArthur, Supreme Commander of the Allied Powers, meende dat het een voorstel was van de toenmalige minister-president van Japan, Kijuro Shidehara. Shidehara was een uitgesproken pacifist en was van mening dat het na de oorlog zinloos zou zijn als Japan nog een leger zou hebben, vooral omdat een ondermaats leger de steun van het volk niet zou hebben. Bovendien zou het hebben van enige vorm van een strijdkracht kunnen leiden tot obsessie met de herbewapening van Japan.

## Tekst
第九条　日本国民は、正義と秩序を基調とする国際平和を誠実に希求し、国権の発動たる戦争と、武力による威嚇又は武力の行使は、国際紛争を解決する手段としては、永久にこれを放棄する。
二　前項の目的を達するため、陸海空軍その他の戦力は、これを保持しない。国の交戦権は、これを認めない。— Japanse tekst artikel 9
Aspiring sincerely to an international peace based on justice and order, the Japanese people forever renounce war as a sovereign right of the nation and the threat or use of force as means of settling international disputes.
To accomplish the aim of the preceding paragraph, land, sea, and air forces, as well as other war potential, will never be maintained. The right of belligerency of the state will not be recognized— Officiële Engelse vertaling Artikel 9
Bron: Prime Minister of Japan and his Cabinet: The Constitution of Japan
Oprecht strevend naar internationale vrede gebaseerd op rechtvaardigheid en orde, ontzegt het Japanse volk zich voorgoed van oorlog als een soeverein recht van de natie en de dreiging met of het gebruik van geweld als middel tot regeling van internationale geschillen.
Om het doel van de vorige paragraaf te bereiken zullen land-, zee- en luchtkrachten, evenals ander oorlogspotentiaal nooit worden gehandhaafd. Het recht van oorlogstoestand van de staat zal niet worden erkend.— Onofficiële Nederlandse vertaling Artikel 9

## Discussie
Ondanks het verbod op het houden van een strijdkracht is Japan de Japanse Zelfverdedigingstroepen rijk. Deze bestaan uit een landmacht, luchtmacht en een marine met samen iets meer dan 200.000 manschappen. Omdat artikel 9 het hebben van zulke manschappen verbiedt, zijn het juridisch gezien slechts uitbreidingen van de nationale politie. De letterlijke tekst van artikel 9 verbiedt het hebben van gewapende machten met de capaciteit voor oorlogvoering. "Capaciteit voor oorlogvoering" wordt door de Japanse overheid uitgelegd als "meer kracht hebbende dan minimaal is vereist voor redelijke zelfverdediging". Deze uitleg is door de Japanse Hoge Raad meerdere malen goedgekeurd. 
Desalniettemin bestaat er tegen de Japanse Zelfverdedigingstroepen weerstand. Sommige Japanners zijn van mening dat Japan compleet pacifistisch moet zijn en dat de zelfverdedigingstroepen ongrondwettelijk zijn. Deze mening wordt vertegenwoordigd door de Sociaal-Democratische Partij van Japan. Anderen, waaronder de Liberaal-Democratische Partij van Japan en de Democratische Partij van Japan zijn juist van mening dat het artikel Japan te veel beperkt. Het bestaan van de Japanse Zelfverdedigingstroepen zou gerechtvaardigd zijn om binnenlands de openbare orde te handhaven en beide partijen hebben voorgesteld om een amendement te maken dat Japan in staat stelt zich te beschermen tegen aanvallen van buitenaf. Minder vertegenwoordigd in de politiek maar wel prominent in het burgerlijk debat is de nationalistische opvatting dat Japan artikel 9 zou moeten verwerpen en zich zou moeten herbewapenen om de trots en de strijdbaarheid van het land te herstellen. Onder andere premier Shinzo Abe was gedurende zijn regeerperiode in 2006-2007 voorstander van deze gedachtegang.
In zijn tweede regeerperiode (2012 - 2020) deed Abe wederom een poging voor een herinterpretatie van artikel 9. Hij wilde dat Japan het recht krijgt zijn militairen in te zetten om een bondgenoot te verdedigen als die aangevallen wordt. Onder de huidige interpretatie mag Japan geen bondgenoten verdedigen in militaire noodgevallen, tenzij er expliciet een aanval op Japan is. Japan ziet expansie van China in de regio als een bedreiging. Deze, beperkte, wijziging wordt gezien als een van de grootste veranderingen van het Japanse veiligheidsbeleid en er is veel weerstand tegen zowel van de eigen bevolking als vanuit Zuid-Korea en China. Medio juni 2015 heeft het Lagerhuis met de plannen ingestemd. Tijdens de behandeling in het Lagerhuis demonstreerden tienduizenden mensen buiten de Diet tegen een sterkere rol voor het leger. Na drie dagen van hevig protest heeft op 18 september 2015 het Hogerhuis de veranderingen ook goedgekeurd in een plenaire stemming.